# ماركو بيناسي
ماركو بيناسي (Marco Benassi) (8 سبتمبر 1994 في مودينا في إيطاليا – )؛ هو لاعب كرة قدم كان يلعب كلاعب وسط.

## وصلات خارجية
- ماركو بيناسي على موقع الاتحاد الأوربي (الإنجليزية)
- ماركو بيناسي على موقع قاعدة بيانات كرة القدم.إي يو (الإنجليزية)
- ماركو بيناسي على موقع Soccerway.com (الإنجليزية)
- ماركو بيناسي على موقع عالم كرة القدم.نت (الإنجليزية)
- ماركو بيناسي على موقع AS.com (الإسبانية)